# Магистрала (филм)
„Магистрала“ е български игрален филм от 1975 година на режисьора Стефан Димитров, по сценарий на Михаил Кирков и Кольо Севов. Оператор е Цанчо Цанчев. Музиката във филма е композирана от Петър Ступел.

## Актьорски състав
Роли във филма изпълняват актьорите:
- Иван Кондов – Пълномошникът
- Коста Цонев – Главният инженер
- Константин Коцев – Железничарят
- Желчо Мандаджиев – Пълномощникът на централния комитет
- Антон Горчев – Капитанът на дълбачката
- Анета Петровска – Катя
- Елена Мирчовска – Елена
- Бистра Марчева – Секретарката Мими
- Грациела Бъчварова – Кранистката
- Иван Андонов – Господинов
- Стефан Илиев – Офицерът
- Васил Михайлов – Шофьорът
- Иван Йорданов
- Веселин Борисов
- Иван Григоров
- Димитър Димитров
- Димитър Хаджиянев
- Димитър Йорданов
- Асен Георгиев
- Васил Димитров
- Борис Луканов
- Георги Елкинов
- Добри Добрев
- Маргарита Ангелова